# Piedras de Callanish

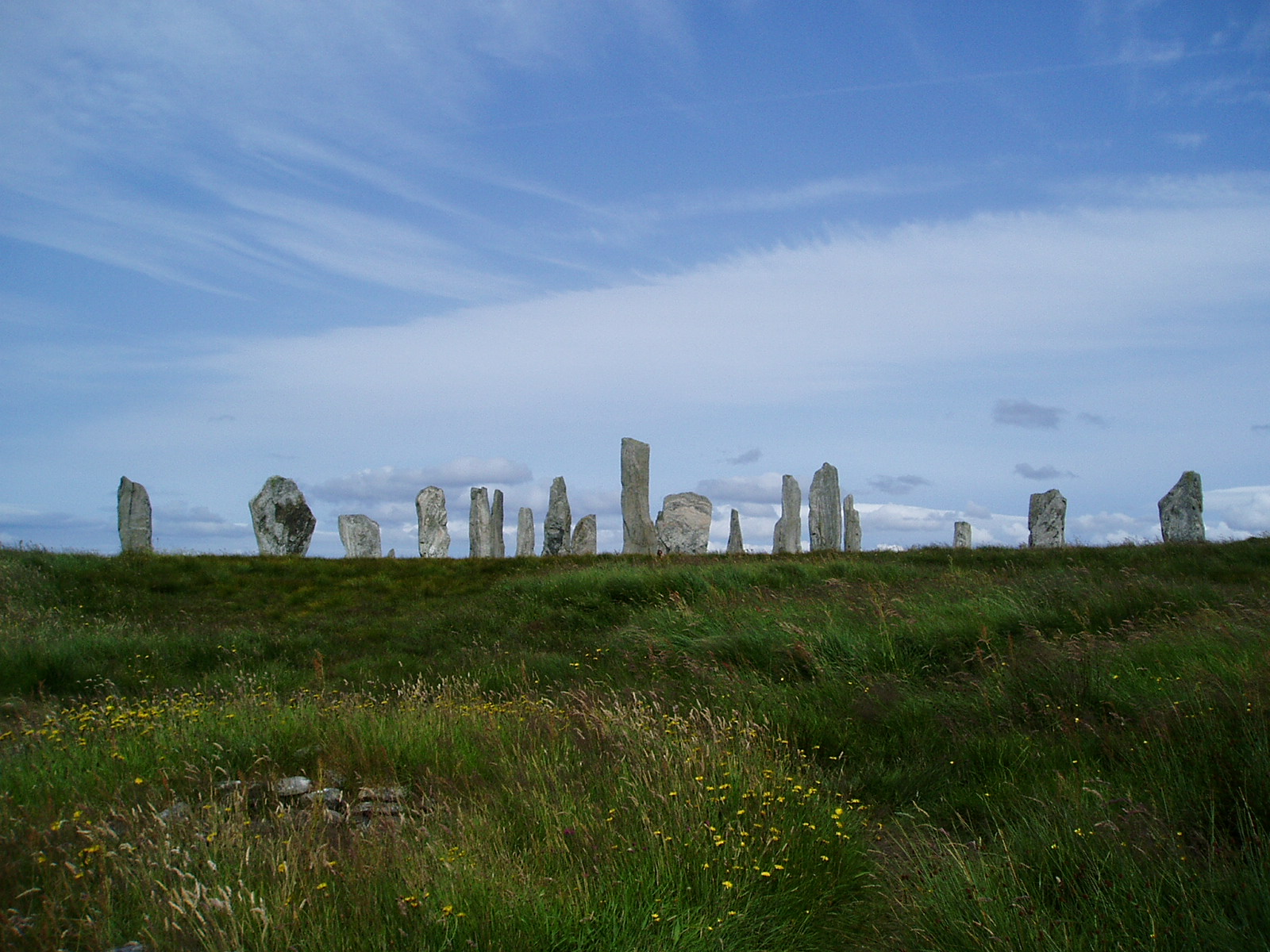
Vista desde la distancia del monumento y parte de la avenida norte.

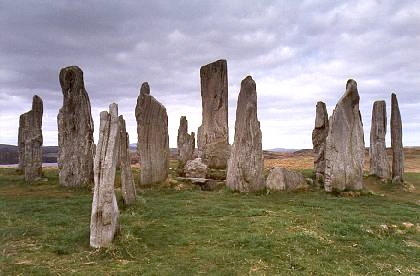
Las Piedras de Callanish (Callanish I).

Las Piedras de Callanish (o Callanish I) (en gaélico: Clachan Chalanais o Tursachan Chalanais) son un conjunto de menhires levantados en época prehistórica. Están situadas en las cercanías de la población de Callanish (en gaélico: Calanais) en la costa oeste de la isla de Lewis,

## El yacimiento
Los vestigios del yacimiento más antiguos están fechados entre el 2900 y 2600 a. C., aunque posiblemente hubiera construcciones precedentes antes del 3000 a. C. Una tumba fue construida dentro del recinto con posterioridad. Los restos provenientes de la destrucción de la tumba sugieren que el lugar quedó en desuso entre el 2000 a. C. y el 1700 a. C.
Los 13 monolitos principales conforman un crómlech de unos 13 m de diámetro, con una larga avenida de acceso flanqueada por piedras en su lado norte, y filas más cortas de piedras por sus lados este, sur y oeste. La disposición general en planta del monumento recuerda la forma de una cruz celta algo distorsionada. La altura de cada uno de los monolitos oscila ente 1 m y 5 m, con un promedio de 4 m, y están realizados en roca de gneis de origen local

## Interpretación

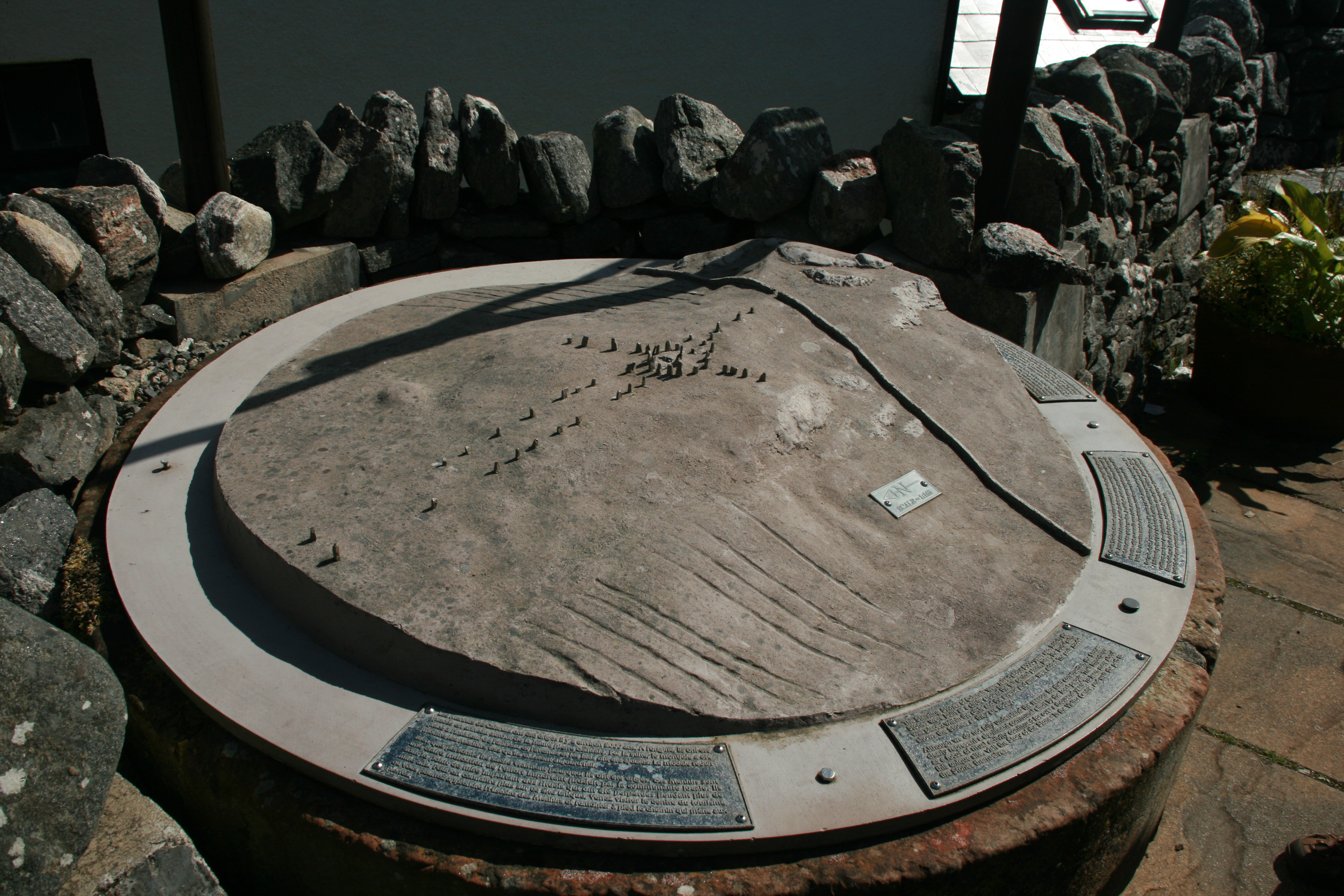
Reconstrucción tiflológica de Callanish I en el centro de interpretación.

La primera referencia escrita a los monolitos fue la de John Morisone, nativo de Lewis, quien en 1680 escribió que «grandes piedras puestas en pie en filas [...] habían sido colocadas para la devoción».
El más alto de los monolitos señala la entrada a un enterramiento cubierto con un montículo de piedras (cairn) en el que se han descubierto restos humanos. Una campaña de excavaciones en 1980 y 1981 mostró que la cámara mortuoria era una adición posterior al monumento, y que había sufrido modificaciones en varias ocasiones. 
Los hallazgos de cerámica sugieren una datación del 2200 a. C. para la erección del círculo. 
Se ha especulado, entre otras teorías, con la de que las piedras forman un sistema de calendario basado en las fases lunares. El profesor Alexander Thom ha sugerido que la alineación de la avenida de piedras (mirando hacia el sur) señalaba hacia el punto de ocaso de la luna en el solsticio de verano, por detrás de una montaña distante llamada Clisham.
Los críticos de estas teorías argumentan que pueden existir diversos alineamientos por puro azar en toda estructura de este tipo. Adicionalmente, diversos factores como el efecto de las inclemencias del tiempo y los desplazamientos sufridos por las piedras a lo largo de los siglos, hacen que no se puedan establecer con certeza tales alineamientos, tanto si fueron originalmente así como en cualquier otro caso.

## Piedras de Callanish en el folklore y cultura popular

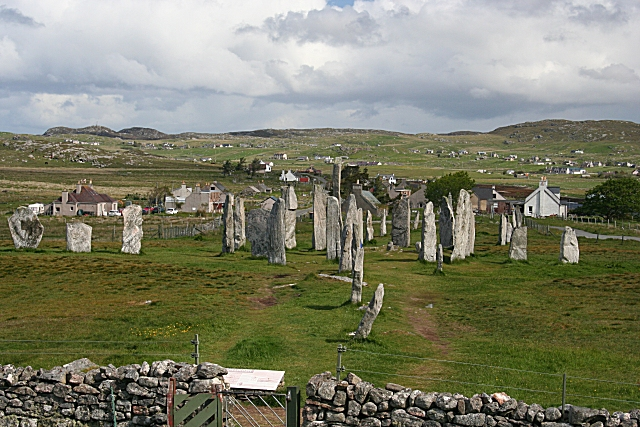
Vista de las piedras desde una pequeña elevación.

La tradición local asegura que los gigantes que habitaron la isla se negaron a convertirse al Cristianismo por San Kieran y fueron convertidos en piedra como castigo. Otra creencia local sostiene que, a la salida del sol en el solsticio de verano, «El que Brilla» recorría caminando la avenida de piedras, siendo su llegada anunciada por el canto del cuco. Esta leyenda podría ser un vestigio en el folklore del significado astronómico de las piedras.
En 1974, el escultor Gerald Laing creó una obra llamada Callanish para el campus de la Universidad de Strathclyde en el centro de Glasgow. Creó 16 piezas abstractas de acero dispuestas sobre el suelo con la intención de imitar la configuración de las piedras verdaderas. La escultura se conoce popularmente como Steelhenge (steel = acero).
Las piedras aparecen como un escenario de la novela de 1974 Lookout Cartridge del autor norteamericano Joseph McElroy.
En 1984, el grupo musical del movimiento Nuevos Románticos Ultravox utilizó una imagen de las piedras para la portada de su álbum Lament. También usaron el emplazamiento para la grabación del vídeo del tema One Small Day, primer single extraído del álbum. 
En 1988 el músico Jon Mark realizó un CD, The Standing Stones of Callanish, que intentaba evocar el legado céltico británico.
El grupo holandés, de death metal melódico, Callenish Circle tomó su nombre de las piedras, modificando levemente su ortografía.
La película de animación de 2012 Brave de Pixar incluye diversas escenas ambientadas en torno al monumento.
La serie de TV de Starz, Outlander (2014), usó las piedras como modelo para un ficticio círculo de piedras, cerca de Culloden, llamado Craigh na Dun. La serie está basada en la novela de Diana Gabaldon. Las piedras se muestran como una puerta para viajar en el tiempo cuando se tocan, en determinadas circunstancias.

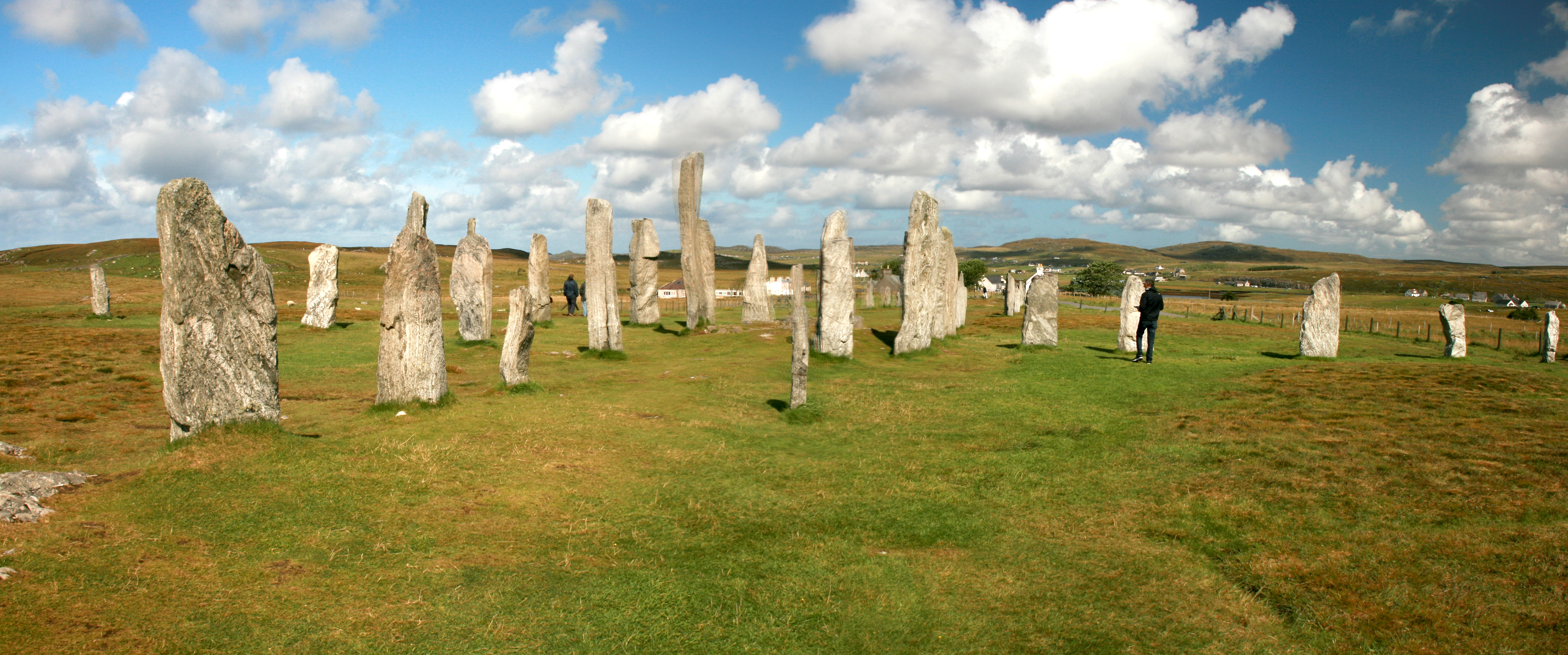
Panorámica.

## Otros sitios cercanos
Los arqueólogos habitualmente se refieren al monumento principal de la zona como Callanish I ya que existen otros muchos sitios megalíticos en las cercanías: 
- Callanish II  (Cnoc Ceann a' Ghàraidh) – crómlech;
- Callanish III (Cnoc Filibhir Bheag) – crómlech;
- Callanish IV (Ceann Hulavig) – crómlech;
- Callanish V (Àirigh nam Bidearan) – alineamiento de piedras;
- Callanish VI (Cùl a' Chleit) – crómlech;
- Callanish VII (Cnoc Dubh) – antiguo asentamiento (shieling, tipo de chozo, habitual en Escocia, de piedra utilizado mientras se cuidaba el ganado en los pastos de verano);
- Callanish VIII (Tursachan) – único monumento semicircular, en el borde del acantilado en la muy cercana isla de Great Bernera;
- Callanish VIII-a (Àird A' Chaolais) - menhir;
- Callanish IX (Àirigh Nam Bidearan) - piedras;
- Callanish X (Druim Nan Eun, Na Dromannan);
- Callanish XI (Beinn Bheag) - menhir; piedras; cairns;
- Callanish XII (Stonefield) - menhir;
- Callanish XIII (Sgeir Nan Each) - agrupamiento de piedras;
- Callanish XIV W (Cnoc Sgeir Na h-Uidhe) - agrupamiento de piedras;
- Callanish XIV e (Cnoc Sgeir Na h-Uidhe)- piedras;
- Callanish XV (Àirigh Mhaoldonuich) - menhir;
- Callanish XVI (Cliacabhadh) - menhir; piedras;
- Callanish XVII (Druim Na h-Aon Choich) - menhir (posible);
- Callanish XVIII (Loch Crogach) - menhir (posible);
- Callanish XIX (Buaile Chruaidh) - menhir (posible);
- Steinacleit
- Clach an Trushal
- Hay muchos otros sitios en las cercanías, no todos ellos ahora visibles. Había, por ejemplo, un círculo de madera medio kilómetro al sur del Loch Roag.